# Marcos Tamandaré
Marcos Roberto Nascimento da Silva, cunoscut ca Marcos Tamandaré (n. 20 martie 1981) este un jucător brazilian de fotbal, în prezent legitimat la echipa Salgueiro A.C.. Evoluează pe postul de fundaș dreapta